# Afro-yemeniti
Gli afro-yemeniti o afroyemeniti o afroiemeniti (noti anche col termine arabo Al-Akhdam) sono una popolazione dello Yemen di origine africana. Sebbene siano di lingua araba e di fede musulmana come la maggior parte degli yemeniti, sono confinati in fondo al sistema di caste teoricamente abolito, sono segregati e la maggioranza è costretta a fare i lavori più umili ai margini delle grandi città.
Sono un popolo di provenienza incerta, forse discendenti da soldati etiopi dei tempi della conquista abissina dello Yemen o più probabilmente discendenti da schiavi importati dalle coste del corno d'Africa. La loro forte emarginazione all'interno della società li ha portati a sviluppare una loro propria cultura e patrimonio etno-culturale. Nonostante ciò parlano l'arabo e professano l'islam come gran parte degli abitanti locali.